# Бурогрудые мухоеды
Бурогрудые мухоеды (лат.  Cnipodectes) — род воробьиных птиц из семейства тиранновых.
Обитают в северной и западной части Южной Америки и на юге Центральной Америки. Род был монотипическим, пока в 2007 году из Перу и Боливии не был описан второй вид, Cnipodectes superrufus.

## Список видов
В род включают два вида:
- Бурогрудый мухоед Cnipodectes subbrunneus (Sclater, 1860)
- Cnipodectes superrufus Lane, Servat, Valqui & Lambert, 2007